# Зиплайн

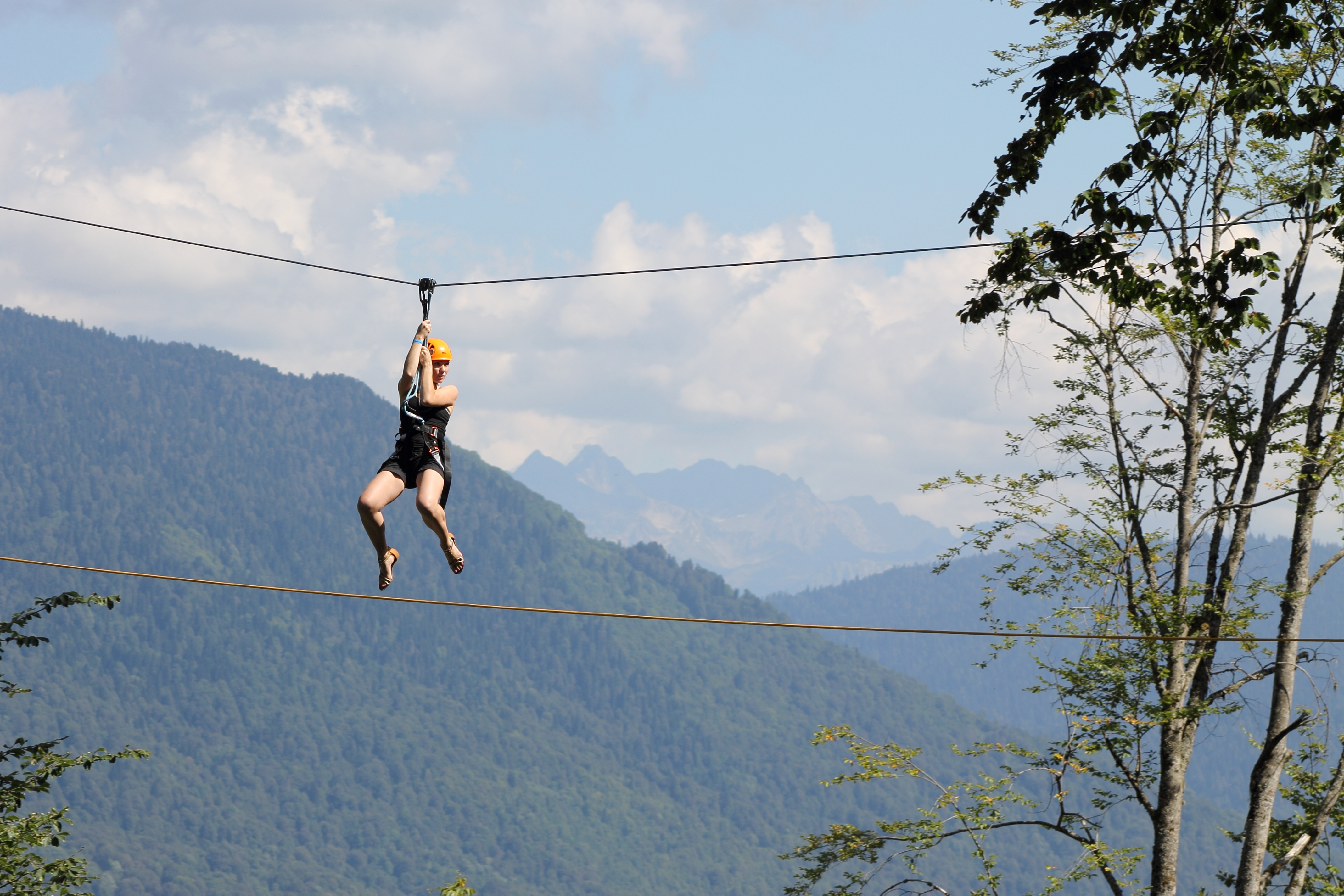
Зиплайн в Панда-парке на горном курорте Роза Хутор

Зиплайн, зип-лайн — спуск с использованием сил гравитации по стальному канату с отрывом от земли, по воздуху, с помощью специального устройства, использующего блоки. Широко используют в качестве приключения или развлечения и получения острых ощущений.

## История
Подобные устройства, состоящие из тросов или канатов и блоков, размещённые между двумя точками, и использующие для транспортировки силу земного притяжения, были известны людям давно. Они часто использовались в пересечённой местности для доставки людей и грузов через каньоны, реки, а также непроходимые области в отдаленных районах Китая, тропического леса Коста-Рики и австралийских малонаселённых районах.
Подобные устройства и приспособления в разных странах называли по-разному: в Альпах их называли «тирольская переправа» (англ. Tyrolean crossing, Tyrolean traverse), в других местах — «летучая лисица» (Flying fox) или «сильный наклон» (inclined strong). В романе Герберта Уэллса «Человек-невидимка» 1897 года упомянут «сильный наклон» как часть Дня духов.

## Рекорды
Самый высокий зиплайн протяжённостью 1300 метров находится на горнолыжном курорте Валь-Торанс во Франции и проходит на высоте от 3250 (начало) до 3000 (финиш) метров над уровнем моря. Скорость спуска в течение 1 минуты 45 секунд составляет 60—100 км/час..
Длиннейшими в мире стационарными зиплайнами по состоянию на 2017 год являются:
- 2830 м — Зиплайн на горе Джебель Джайс в эмирате Рас-Эль-Хайма (Объединённые арабские эмираты).[7]
- 2545 м — Copper Canyon Zip Rider. В настоящее время самый длинный однопролётный Zip Line в мире. Расположен в Медном каньоне в Мексике. Максимальная скорость на спуске — 105 км/ч, перепад высот 442 м.[8]
- 2500 м — Zipline Stoderzinken. Расположен в Австрии. Максимальная скорость на спуске — 125 км/ч, перепад высот 161 м.[9]
- 2213 м — Volo Dell 'Angelo Zipline. Расположен в Рокка Массима, Италия. Максимальная скорость на спуске — 140 км/ч.[10]
- 2130 м — Eye of Jaguar Zipline, расположен к северу от Куско, Перу. Максимальная скорость на спуске 110 км/ч.[11]
- 2000 м — Unreal Zip, расположен в Сан-Сити, Южная Африка. Максимальная скорость на спуске — 160 км/ч.[12]
- 1900 м — Mega Tirolesa Pedra Bela Zipline, расположен в Бразилии. Максимальная скорость на спуске — 107 км/ч.[13]
- 1800 м — ZipFlyer Nepal, расположен в Непале. Максимальная скорость спуска 140 км/ч и перепад высот в 600 м делают ZipFlyer Nepal одним из самых экстремальных троллеев в мире.[14]
- 1130 м - Горнолыжный курорт Буковель, Украина. Расположен в самом центре курорта, и работает круглогодично.
- 1050 м — экстрим-парк Медовый, расположен вблизи достопримечательности Медовые водопады, Малокарачаевский район, Карачаево-Черкесской республики, Россия. Максимальная скорость на спуске — 80 км/ч. Перепад высот 100 м, является самым протяжённым в России.
- 1027 м — GorkyFly, расположен на курорте Красная поляна, Сочи, Россия. Максимальная скорость на спуске — 80 км/ч. Перепад высот 120 м.[15]
- 700 м - Tirolesa transfronteiriça Sanlúcar - Alcoitim, единственный в мире зиплайн из одной страны в другую: через реку Гуадиана из Испании (Санлу́кар де Гуадиана) в Португалию (Алкойти́нь - Алгарв), Максимальная скорость на спуске — 80 км/ч. Перепад высот 75 м.